# Jesús Soler
Jesús Miguel Soler Rodríguez (ur. 1955 w Monzón) – hiszpański malarz ekspresjonista.
Członek Academia de Artes y Letras de Portugal, Instituto Preste Joao de Etiopía, Academia Portuguesa Ex-Libris, doctor honoris causa Uniwersytetu São Paulo.